# Malcolm Byrne

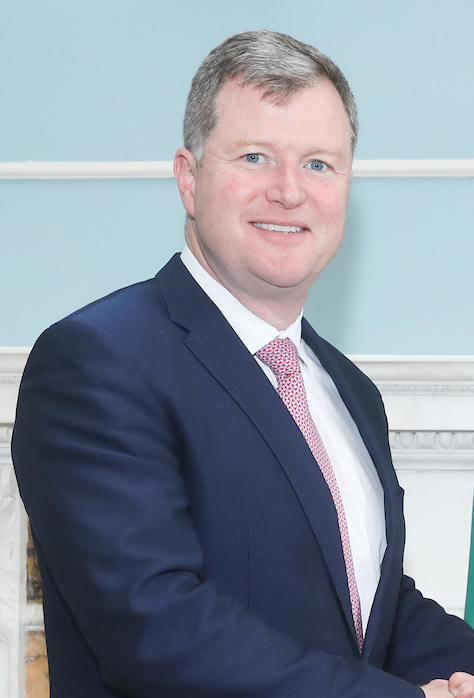
Malcolm Byrne (2024)

Malcolm Byrne (irisch Maolcholm Ó Broin; * 25. April 1974 in Gorey, County Wexford, Irland) ist ein irischer Politiker der Fianna Fáil (FF). Er ist Teachta Dála (Abgeordneter) im Dáil Éireann.

## Leben
Malcolm Byrne studierte Rechtswissenschaften am University College Dublin. Bis 2019 war er Pressechef der Higher Education Authority, der Regulierungsbehörde für die Hochschulen in Irland. In den Jahren 1999 und 2004 wurde er als jüngstes Mitglied in den Gorey Town Council gewählt.
Im Jahr 2009 errang er einen Sitz im Wexford County Council, den er 2014 verteidigte. Bei den Wahlen zum Dáil Éireann 2016 bewarb er sich erfolglos um einen Sitz im Dáil Éireann im Wahlkreis Wexford, und blieb ebenso ohne Erfolg wie bei der Europawahl in Irland 2019. Er zog als Teachta Dála in den Dáil Éireann ein. Bei den Wahlen 2011 verpasste er den Sitz. Als der Sitz im Dáil Éireann durch die Wahl von Mick Wallace frei wurde, konnte er bei den Nachwahlen 2019 den Sitz im Dáil Éireann gewinnen. Bei der Wahl 2020 verlor er ihn jedoch wieder. 2020 wurde er jedoch über die Kultur- und Bildungsliste in den Seanad Éireann gewählt.
Bei den Wahlen zum Dáil Éireann 2024 trat er dann im neugebildeten Wahlkreis Wicklow–Wexford erneut an. Knapp errang er den Sitz zurück.

## Privates
Malcolm Byrne bekennt sich als offen homosexuell. Er ist passionierter Marathonläufer.